# Longskate
 (novembre 2022).
 (novembre 2022).

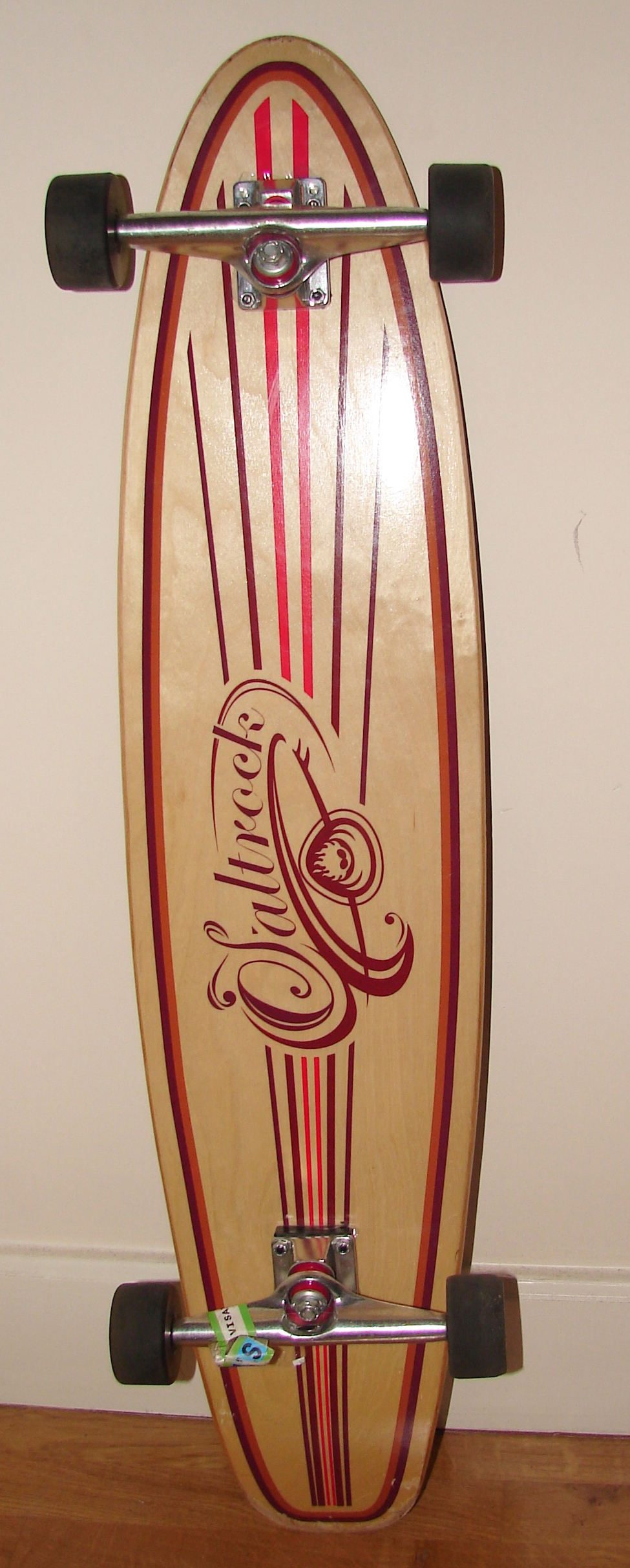
Un longboard.

Le longboard est une planche à roulettes d'une longueur supérieure à celle d'un skateboard classique, qui permet notamment de circuler à des vitesses bien plus élevées que celui-ci.
Cette discipline fut inventée par des surfeurs californiens en manque de vagues et de sensations dans les années 1970, peu après le skateboard (1961) Les sensations qu'elles procurent présentent des similarités avec celles du surf ou du snowboard.
Ce sport de glisse a pour but la recherche de ces sensations dans des courbes et des trajectoires, et peut être pratiqué en ville ou sur route.
Il existe entre le longboard et le skateboard « classique » la même différence qu'entre le surf « classique » (shortboard) et le surf longboard (planche beaucoup plus grande et volumineuse), qui est conçu pour glisser en souplesse et rechercher des sensations de glisse pure (glide).
Le longskate est d'ailleurs appelé longboard unanimement au Québec, en raison de ses origines anglophones. En effet, aux États-Unis, il est rare d'entendre parler de longskate, car son nom d'origine est bel et bien longboard.
Il existe une déclinaison de cette discipline avec le longboard dancing. Cette planche est plus large qu'un longboard classique afin de permettre au pratiquant d'avoir une plus grande surface et de pouvoir exécuter des pas de danse tout en roulant.

## Pratique

### Disciplines

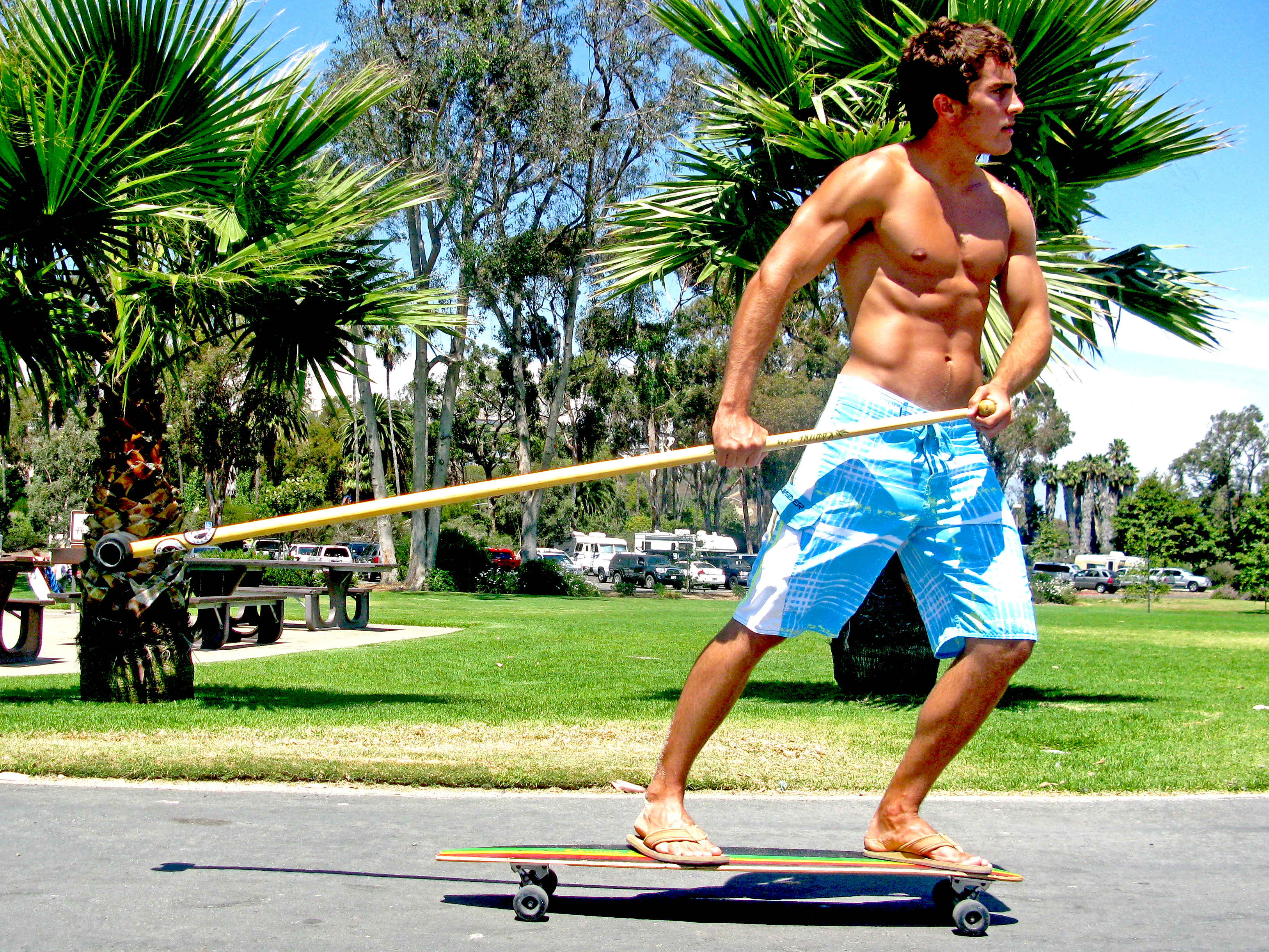
Land paddling. Une perche ou bâton est utilisée pour populser le longboard.

Les utilisations les plus courantes d'un longboard sont les suivantes :
- Cruising : Le cruising désigne le déplacement, pour se balader, se déplacer, le longboard dit « classique ». Les planches de type cruising ou sidewalk surfing (promenade) offrent en général une shape assez polyvalente. Tout est permis, la glisse dans la rue pour aller chercher le pain, la petite descente tranquille pour découvrir le plaisir de carver.
- Carving : le carving est une manière de skater en virages coupés qui rappelle le surf, en recherche de courbes bien appuyées et bien fluides, généralement pratiquée sur des pentes modérées. Les planches dites de « carving » sont en général longues et flexibles, ou au contraire courtes, rigides, et disposant d'un truck avant adapté permettant un virage plus serré (ce sont des surfskates). Ces longboards sont souvent de type pintail afin de desserrer les trucks pour pouvoir bien tourner, ce qui est nécessaire dans cette pratique[1].
- Dancing : le longboard dancing est une discipline qui se répand petit à petit dans le monde, qui consiste à faire des mouvements de danse sur son longboard. On peut aussi faire des manuals suivi de figures spéciales en balançant sa planche avec le nose ou le tail. Les planches dites « longboard dancing » ont des noses et des tails pour pouvoir effectuer des figures artistiques ; elles sont aussi plus souples afin de maitriser totalement l'utilisation de la planches et tourner plus facilement. Généralement long et cher[2].

- Downhill (descente) : les planches de downhill, prévues pour descendre des pentes à des vitesses atteignant 100 km/h, sont généralement très rigides, beaucoup plus lourdes et surbaissées pour plus de stabilité. Des protections adaptées (casque intégral, combinaison de moto en cuir) sont indispensables à la pratique de cette discipline. Les roues idéales pour ce genre de planche sont de plus grosses roues (entre 70 et 85 mm) car cela procure plus de vitesse. Pour cette disciplines, il existe un objet appelé le stop foot downhill qui permet de bloquer le pied sur le longboard afin de ne pas déraper. Il vient se placer grâce à deux vis du pads plus grande[3].
- Boardwalking : ce sont les planches qui correspondent le mieux au surf afin de le pratiquer similairement sur le bitume. Ces planches sont très longues (jusqu'à 2,10 m), pour pouvoir y reproduire les mouvements du surf longboard.
- Bowl : les planches prévues spécifiquement pour le bowl sont généralement assez rigides, courtes et larges.
- Long Distance Pushing (LDP) : est utilisé pour les longues randonnées en longboard. Pour parcourir des distances importantes, avoir une planche basse, rabaissée, “droppée” ou pendulaire peut être pratique. On pratique alors la technique du « pushing » ou « pumping », pour se déplacer et gagner de la vitesse. Le “Pumping” en longboard consiste à se déplacer en « slalomant » sans mettre le pied au sol, grâce à des mouvements d’oscillation du corps entier[4]. Cela permet au skater de moins se fatiguer en pliant sa jambe d’appui pour pousser[5]. Le "pushing" consiste à se déplacer en poussant avec une jambe, le pied au sol. Généralement, les 2 jambes sont utilisées (alternance régular et mango).
- Freeride : Le freeride désigne la discipline de skateboard où l'on se déplace partout, rapidement et en effectuant tous types de slides. Les planches de type freeride sont les planches que l'on considère étant les plus polyvalentes. Elles permettent de faire de la descente en vitesse, des « slides » et des figures. Elles sont souples et de type pintail (qui ne peuvent toucher les roues).

Les roues de longskate sont en général plus larges et de plus gros diamètre que celles utilisées en street (60 à 100 mm), plus tendres pour le cruising ou la descente (75-85A) ou plus dures pour le bowl et le slide (85-97A).

### Matériel
Un longskate est généralement composé des éléments suivants :
- La planche (ou deck)
- Les trucks (essieux)
- Les roues
- Les roulements (ou bearings)
- Les bushings (gommes)
- Les pads
- Le grip

Un footstop peut parfois être rajouté au longskate. Il s'agit d'une petite pièce en bois, plastique ou métallique qui est vissée au-dessus du trucks avant et permettant de caler son pied avant. Ils sont souvent utilisés par les pratiquants de downhill et freeride.
La planche elle-même peut être fabriquée en divers matériaux comme certaines essences de bois, le contreplaqué érable, le bambou, la fibre de verre, la fibre de carbone et la résine époxy, etc. Il existe une très grande variété de constructions possibles pour une planche de longskate. Ces planches peuvent être plus ou moins souples, de différentes longueurs ou largeurs, de différents empattements (distance entre les essieux ou trucks), de différentes formes... Ces caractéristiques sont choisies en fonction de l'utilisation souhaitée. La forme d'une planche (longueur, largeur, concave, cambre) influe directement sur les performances du longskate.
Le Pintail est utilisé pour que les roues ne soient jamais en contact avec le deck lorsque le planchiste tourne (appelé wheelbite) tout en ayant assez de place sur la planche. C'est la planche la plus utilisée pour le Cruising ou le Carving.

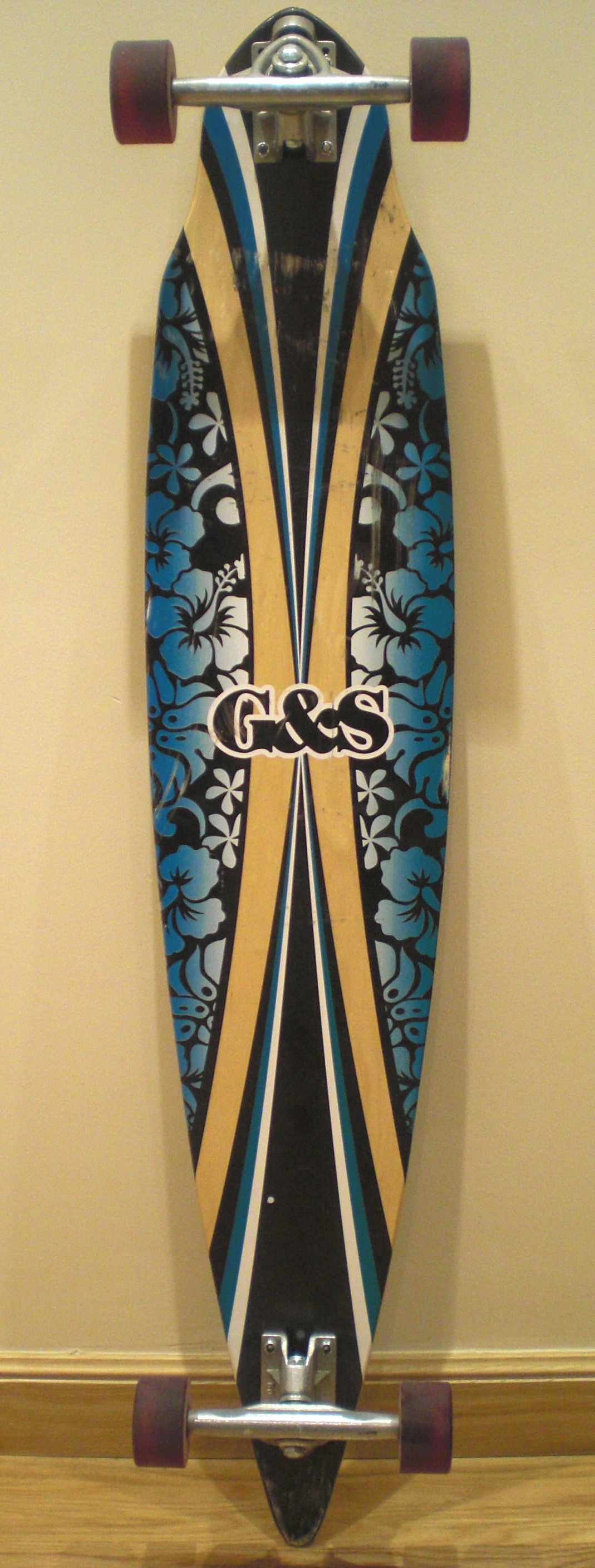
Un longskate de type pintail long de 110 cm.

Le DropDeck est un style particulier de planche dont la plateforme est plus abaissée que les côtés où les trucks sont montés. La plateforme abaissée est parfaite pour une bonne stabilité à grande vitesse, c'est pourquoi elle est fréquemment utilisée pour le downhill à grande vitesse. Quelques exemples d'un DropDeck sont les Landyachtz R5, Landyachtz Evo, Landyachtz Switch, Earthwing Roadkiller et les Rayne Nemesis.
Le Fattail est une forme classique ayant une similitude avec les planches de skateboards. En effet, elles ont un kicktail à l'arrière de la planche. Un exemple est la Jaseboards "Kick".
Les trucks sont la partie faisant tourner le "deck". Ils sont situés entre la planche et les roues. Ils sont divisés en deux parties: la baseplate et l'hanger, le tout relié par la kingpin. La baseplate étant reliée à la planche avec quatre vis dans le cas des topmount et quand les trucks sont intégrés dans la planche, c'est Drop-Through. Le système ayant plusieurs trous de fixation permettant de choisir plusieurs positions d'avant à arrière est appelé le multi-perçage. Plus l'angle de la baseplate est élevé et plus le trucks tournera mais moins le planchiste sera stable. Il est possible d'augmenter et de diminuer l'angle en posant des risers entre la baseplate et la planche. La largeur du trucks est également un élément important. Plus l'hanger sera large, moins la planche tournera donc la planche sera stable et vice versa.

### Figures

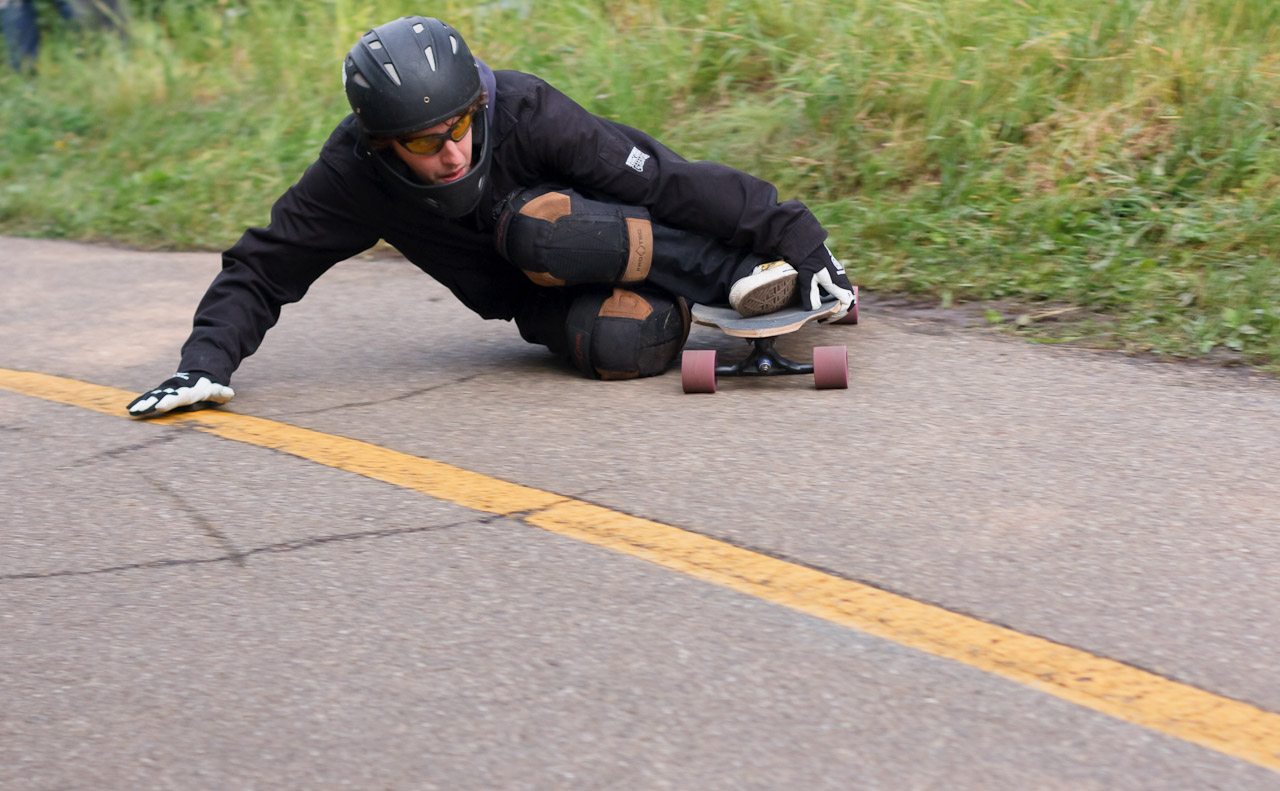
Longboarder faisant du downhill.

Comme en longboard (surf), les figures reposent sur des attitudes plus que sur des sauts.
Les longskateurs ont créé toutes sortes de figures dont les principales sont les slides (front et back notamment) qui leur permettent de freiner en alliant style et efficacité.

### Compétitions

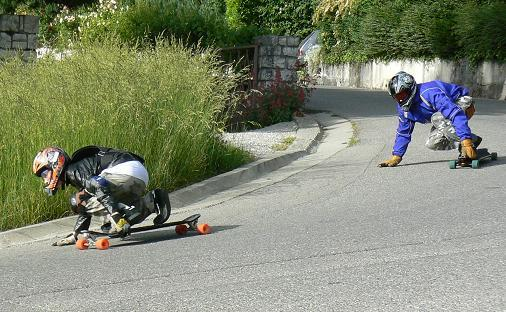
Deux longboarders faisant du downhill.

Le longskate est un sport qui recouvre plusieurs disciplines qui font chacune l'objet de compétitions.
En France, il existe un championnat de France de descente (downhill) et un championnat de France de slalom.
Il existe aussi des circuits mondiaux où les Français sont reconnus pour leur bon niveau (plusieurs champions du monde chaque année).
- Le Championnat de France de descente (regroupe longskate, Streetluge, buttboard, skullboard et roller de descente) se pratique dans toute la France. Au programme des compétitions importantes organisées en France : le col d'Izoard en 2006 (coupe d'Europe), et depuis 2008 à Peyragudes dans les Pyrénées (Coupe du monde).
- Le Championnat de France de slalom (regroupe tight, special, géant / super géant) a plusieurs étapes célèbres, Antibes de 2001 à 2006, la Paris Slalom World Cup au Trocadéro.
- La Balance Mile, au Québec, est principalement une course de downhill où les épreuves s'adressent aux pros, aux amateurs et aux débutants, ainsi que le volet freestyle.
- Le slide peut aussi faire l'objet de compétitions : les slide contests.

### Records
Le dernier record du monde de vitesse a été établi le 29 août 2016 par Kyle Wester, à 143,89 km/h.

## Réglementation en France

### Code de la route
Le longskater (ou longboarder), lorsqu'il circule sur la voie publique, est un piéton. C'est en tous les cas le sens de la réponse du ministre de l'intérieur à une question écrite [no 45849 publiée au Journal officiel le 10/08/2004 page 6189] posée par la députée Marie-Jo Zimmermann : « En l'absence de réglementation spécifique, les utilisateurs d'engins à roulettes sont, lorsqu'ils circulent sur la voie publique, assimilés à des piétons ».
À ce titre, le longskater est soumis « aux dispositions des articles R. 412-34 à R. 412-42 du code de la route » poursuit le ministre.

### Réglementation spécifique dans certaines villes
Certaines villes ont mis en place une réglementation spécifique. Ainsi à Paris, les services de la préfecture de police estiment que la pratique de la planche à roulettes est assimilée à un jeu dangereux, au sens de l'article 113 de l'ordonnance du Préfet de Police du 25 juillet 1862 et donc, par voie de conséquence, interdite à la fois sur les trottoirs et sur la chaussée.
Il est également interdit d'utiliser sa planche à roulettes (et a fortiori son longskate) pour se déplacer. Pour la préfecture de police, « ce type d'équipement ne peut être utilisé comme un moyen de déplacement ».
La pratique du skateboard ne peut donc se faire que sur des spots officiellement recensés par la mairie de Paris. Les arrêtés des 3 février 1978 et 22 mars 1979 ont fixé la liste des emplacements où les utilisateurs peuvent s'exercer à cette activité.